# Князев, Александр Александрович
Алекса́ндр Алекса́ндрович Кня́зев  (род. 26 апреля 1961, Москва) — российский виолончелист, органист. Народный артист Российской Федерации (2022).

## Биография
- Родился 26 апреля 1961 года в в Москве.
- 1986 год — окончил Московскую консерваторию (класс профессора А. Федорченко).
- 1991 год — стажировка в Нижегородской консерватории по специальности «орган» (класс профессора Г. Козловой).
- 2016 год — у Александра родилась дочь Александра.

## Концертная деятельность
- С 1987 года — активная концертная деятельность в России, Великобритании, Франции, Германии, Италии, Испании, США, Японии, Корее.

Его партнерами в разное время были М.Воскресенский, С.Мильштейн, В. Спиваков, В. Третьяков, Л.Амбарцумян, И.Монигетти, Ю.Башмет, Г.Гюйю (Франция), А.Николе (Швейцария). А.Князев выступал с такими выдающимися дирижёрами, как М.Ростропович, В.Федосеев, Ю.Темирканов, Е.Светланов, Д.Китаенко, М.Шостакович, Р.Хофман.
Вместе с женой, пианисткой Екатериной Воскресенской, трагически погибшей в марте 1994 года, Александр Князев принимал участие в крупных международных музыкальных фестивалях: «Памяти Жаклин дю Пре» (Кольмар, Франция), Дж. Энеску (Бухарест, Румыния), «Московские Звезды» и «Декабрьские вечера».
В репертуаре А.Князева практически все сочинения, написанные для виолончели, а также множество органных произведений.
Проводит мастер-классы в Испании, Франции, Республике Корея, Италии, на Филиппинах.
Член жюри Международного конкурса виолончелистов им. П. И. Чайковского в Москве (1998, 2002).
Автор виолончельных транскрипций Пятой сонаты Л. ван Бетховена для скрипки и фортепиано, Дуэта A-dur Ф. Шуберта, Скерцо c-moll Брамса.
Записал свыше 30 компакт-дисков (И. С. Бах, Р. Шуман, И. Брамс, Ф.Шопен, М. Регер).
В числе творческих достижений: «Искусство фуги» Баха, Шесть сюит Баха для виолончели соло (исполнены в один вечер в Большом зале Московской консерватории, 2000), запись Чаконы Баха в версии для виолончели, а также всех сонат Регера для виолончели и фортепиано (во Франции, с Э. Оганесяном).

## Награды
- Народный артист Российской Федерации (1 апреля 2022 года) — за большие заслуги в развитии музыкального искусства[1]
- 1-я премия на Всесоюзном конкурсе в Вильнюсе (1977)
- 1-я премия на Международном конкурсе им. Г.Кассадо в Флоренции (1979)
- 1-я премия на Международном конкурсе камерной музыки в Трапани (Италия) (1987)
- 2-я премия на Международном конкурсе им. П. И. Чайковского в Москве (1990)
- 1-я премия на Международном конкурсе в Претории, Южная Африка (1992)